# 1508 en musique classique
| \| • Retour à la chronologie générale de la musique classique • \| |
| Grèce • Rome • Haut Moyen Âge • VIIIe siècle • IXe siècle • Xe siècle • XIe siècle XIIe siècle • XIIIe siècle • XIVe siècle • XVe siècle • XVIe siècle • XVIIe siècle XVIIIe siècle • XIXe siècle • XXe siècle • XXIe siècle |
| • Retour à la chronologie générale de la musique classique • |

| Années en musique classique : 1505 - 1506 - 1507 - 1508 - 1509 - 1510 - 1511    |
| Décennies en musique classique : 1470 - 1480 - 1490 - 1500 - 1510 - 1520 - 1530 |

## Œuvres
- Intabolatura de lauto: libro quarto (Tablature de luth : 4e livre), de Joan Ambrosio Dalza, ouvrage publié par Petrucci à Venise.

## Naissances
- Vincenzo Ruffo, compositeur italien († 9 février 1587).

## Décès
- Joan Ambrosio Dalza, compositeur et luthiste italien.